# Tobias Rau
Tobias Rau (Goslar, 31 de dezembro de 1981) é um futebolista alemão que joga como lateral-esquerdo.

## Carreira
Rau iniciou a carreira profissional em 1999, no Eintracht Braunschweig, disputando 60 partidas e marcando 1 gol. Contratado pelo Wolfsburg em 2001, fez sua estreia na Bundesliga em agosto do mesmo ano, contra o Freiburg. Pelos Lobos, o lateral atuou em 48 jogos, com novamente um gol marcado.
Suas atuações levaram o poderoso Bayern de Munique a contratar o jogador em 2003, porém, seguidas lesões e a concorrência com os franceses Bixente Lizarazu e Willy Sagnol atrapalharam Rau, que disputou apenas 13 partidas pela equipe bávara.
Em 2005, assinou com o Arminia Bielefeld, mas ele jogou apenas 32 vezes em 4 anos de clube, novamente prejudicado por lesões. Rau encerrou a carreira com apenas 27 anos de idade, decidindo estudar para virar professor, embora tivesse recebido propostas de times da Segunda Divisão nacional.
3 anos depois, o lateral repensou a aposentadoria e voltou aos gramados, desta vez para jogar no TV Neuenkirchen, clube amador que disputa a Kreisliga, a mais baixa divisão do futebol alemão.

## Seleção Alemã
Pela Seleção Alemã, o lateral fez sua estreia em 2003, contra a Espanha. Ele ainda disputaria outros 6 jogos pela Nationalelf, marcando um gol contra o Canadá, em junho do mesmo ano.